# Pieve di Santa Maria Assunta (Bargagli)
La pieve di Santa Maria Assunta è un luogo di culto cattolico situato nel comune di Bargagli, in piazza Conciliazione, nella città metropolitana di Genova. La chiesa è sede della parrocchia omonima del vicariato Medio-Alto Bisagno dell'arcidiocesi di Genova.

## Storia e descrizione

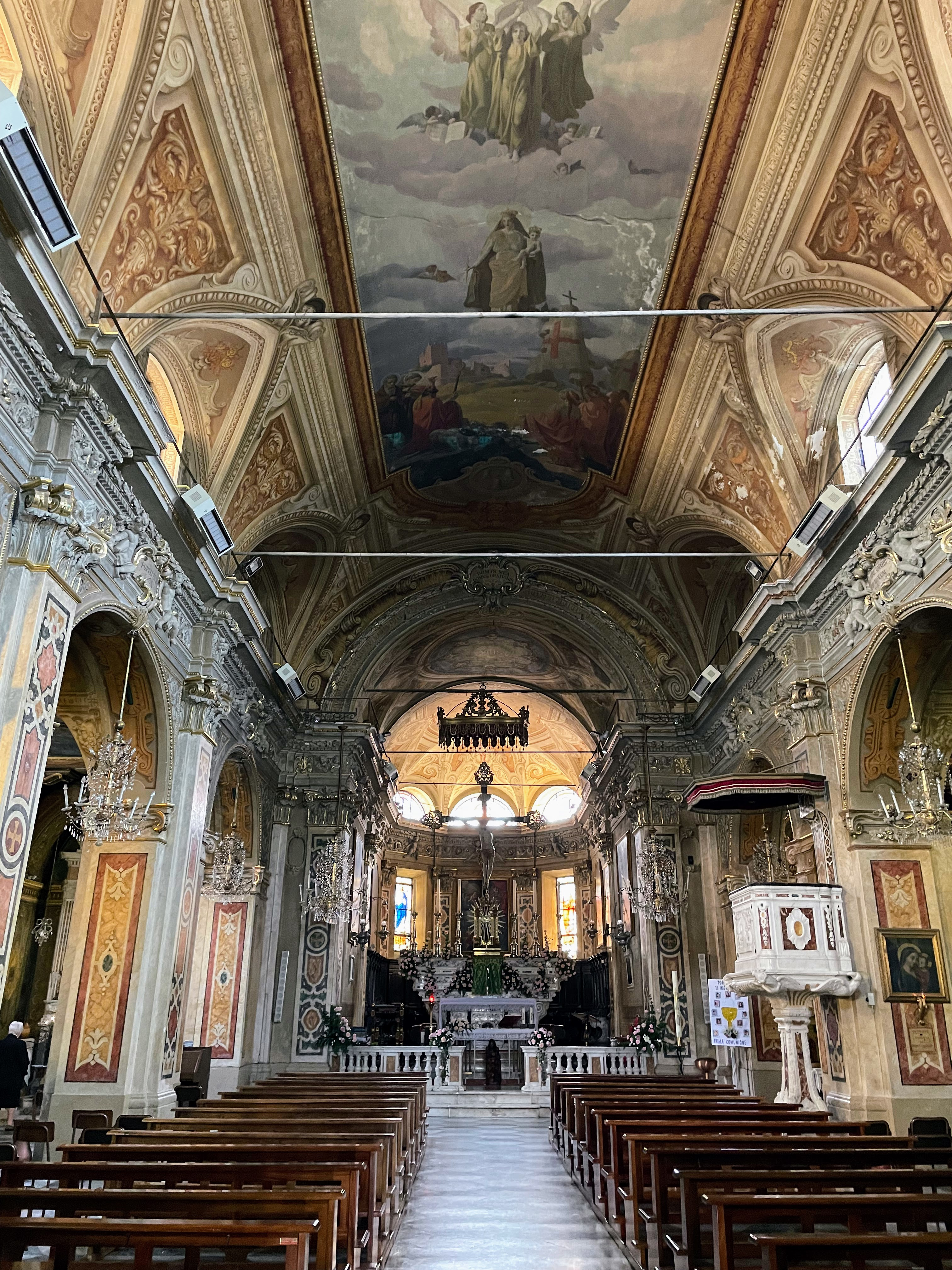
La navata maggiore

La chiesa risale, secondo una citazione del X secolo, al 935 ed è una delle più antiche pievi della Liguria anche se alcuni documenti, non ufficiali e non verificabili, di un parroco locale attestano che l'edificazione della chiesa sia avvenuta in realtà nel 667. Alcuni storici affermano che la sua riedificazione avvenne quasi certamente nel corso del XV secolo dove la struttura assunse l'odierna divisione a tre navate.
Esistono testimonianze del suo utilizzo, specie del campanile, durante il Medioevo come roccaforte contro le incursioni barbariche. Quest'ultimo fu costruito nel 1237 a seguito di un apposito lascito, ma la sua attuale altezza - circa trenta metri - fu raggiunta grazie ai lavori di innalzamento effettuati nel 1789; nello stesso anno si piantarono gli alberi di cipresso sul piazzale antistante la chiesa e si intonacò la struttura.
L'orologio del campanile - il primo - fu posizionato dieci anni dopo l'innalzamento, nel 1799, mentre il secondo fu sistemato nel 1840; le sei campane della torre campanaria sono state benedette il 7 luglio del 1912.
Altri lavori di edificazione, sistemazione e di restauro furono eseguiti tra il 1926 e il 1927 quali la costruzione del piccolo tempio dedicato all'Assunta e la completa risistemazione della pavimentazione. Nuovi lavori, soprattutto nelle fondamenta della struttura, furono compiuti tra il 1972 e il 1973 e ancora nel 1975.